# Fungia seychellensis
Fungia seychellensis là một loài san hô trong họ Fungiidae. Loài này được Hoeksema miêu tả khoa học năm 1993.